# Râul Mușatul
Râul Mușatul este un curs de apă, afluent al râului Gârcin. 